# Casa Memorială „Nicolae Labiș”
Casa Memorială „Nicolae Labiș” din Mălini este un muzeu memorial înființat în casa în care a trăit poetul Nicolae Labiș (1935-1956) în satul Mălini din județul Suceava.
Casa Memorială „Nicolae Labiș” se află pe Lista monumentelor istorice din județul Suceava din anul 2015, având codul de clasificare  SV-III-m-B-05685.

## Istoric

Bustul lui Nicolae Labiș din fața casei memoriale

Casa în care a locuit poetul Nicolae Labiș a fost construită de învățătorii Eugen și Profira Labiș în anul 1954 și se află în centrul satului Mălini. Casa este compusă din cinci încăperi și hol. În această casă, tânărul poet a trăit un timp din scurta și fulgerătoarea sa viață, zămislind aici poate cea mai semnificativă parte a creației sale poetice. 
Casa a fost restaurată înainte de organizarea ei ca muzeu, în 1973. În această casă a fost amenajat în anul 1975 un muzeu memorial, sub administrarea Complexului Muzeal Bucovina din Suceava. În anul 2001 au fost executate o serie de reparații curente (interioare și exterioare) ale locuinței.
În cele cinci încăperi ale locuinței au fost reconstituite, grație exponatelor autentice, încărcate cu o multitudine de conotații evocatoare (cărți, caiete, rechizite școlare, piese vestimentare, un clopoțel cu „sunet argintiu”, o galenă cu care poetul păstra contactul cu zvonurile lumii, documente, fotografii, afișe etc.), climatul de viață  și creație al poetului de la Mălini, sugerându-se coordonatele esențiale ale operei sale și aportul acesteia la evoluția liricii românești contemporane. 
Casa Memorială Nicolae Labiș de la Mălini poate fi vizitată de marți până duminică între orele 10.00 - 18.00. Anual aici sunt decernate premiile câștigătorilor în cadrul concursul de poezie „Nicolae Labiș” de la Suceava.